# Palazzo Torrigiani Del Nero
Palazzo Torrigiani già Del Nero è un edificio storico del centro di Firenze, situato in Oltrarno, in piazza de' Mozzi 5 angolo lungarno Torrigiani 1. Fu a lungo testa di ponte del ponte alle Grazie, e nelle forme originali si protendeva sull'Arno con giardini pensili e un arco che creava una cateratta usata per attività produttive. Rimpicciolito nelle forme attuali negli anni 1870-1873, per la sua importanza e storia ha dato il nome allo stesso lungarno Torrigiani.
Il palazzo appare nell'elenco redatto nel 1901 dalla Direzione Generale delle Antichità e Belle Arti, quale edificio monumentale da considerare patrimonio artistico nazionale, ed è tutelato da vincolo architettonico dal 1914.

## Storia e descrizione

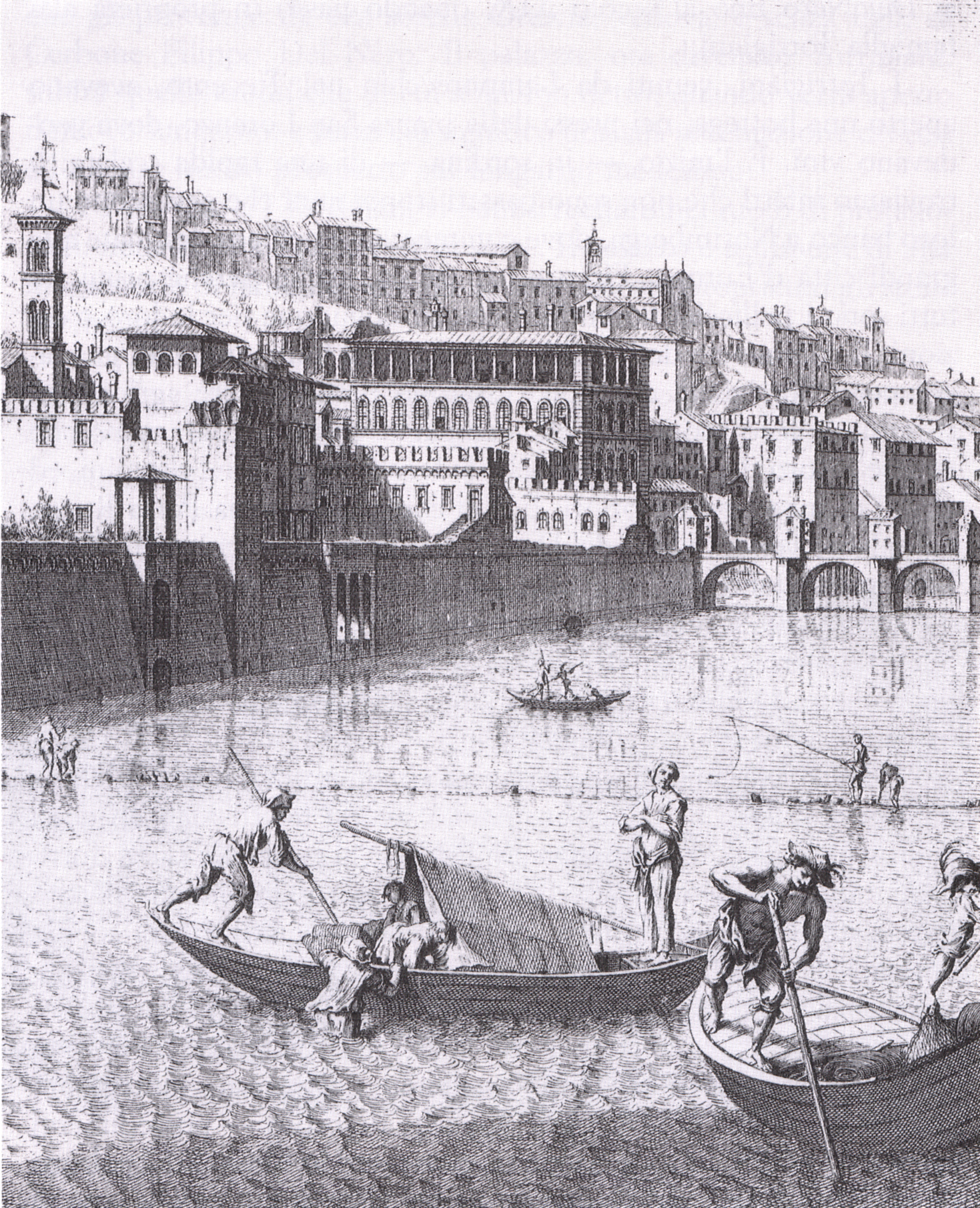
Il lungarno con il ponte alle Grazie, stampa settecentesca di Giuseppe Zocchi (1744)

### Nasi e Del Nero
Dell'erezione del primo nucleo del palazzo documenta Giorgio Vasari che, nella vita di Baccio d'Agnolo, informa di come l'architetto "sulla piazza de' Mozzi cominciò, ma non finì, la casa de' Nasi, che risponde in sul renaio d'Arno", aggiungendo poi, nelle brevi note su suo figlio Domenico, come quest'ultimo facesse "per Agostino del Nero in sulla piazza de' Mozzi le cantonate, ed un bellissimo terrazzo a quelle case de' Nasi già cominciate da Baccio suo padre". 

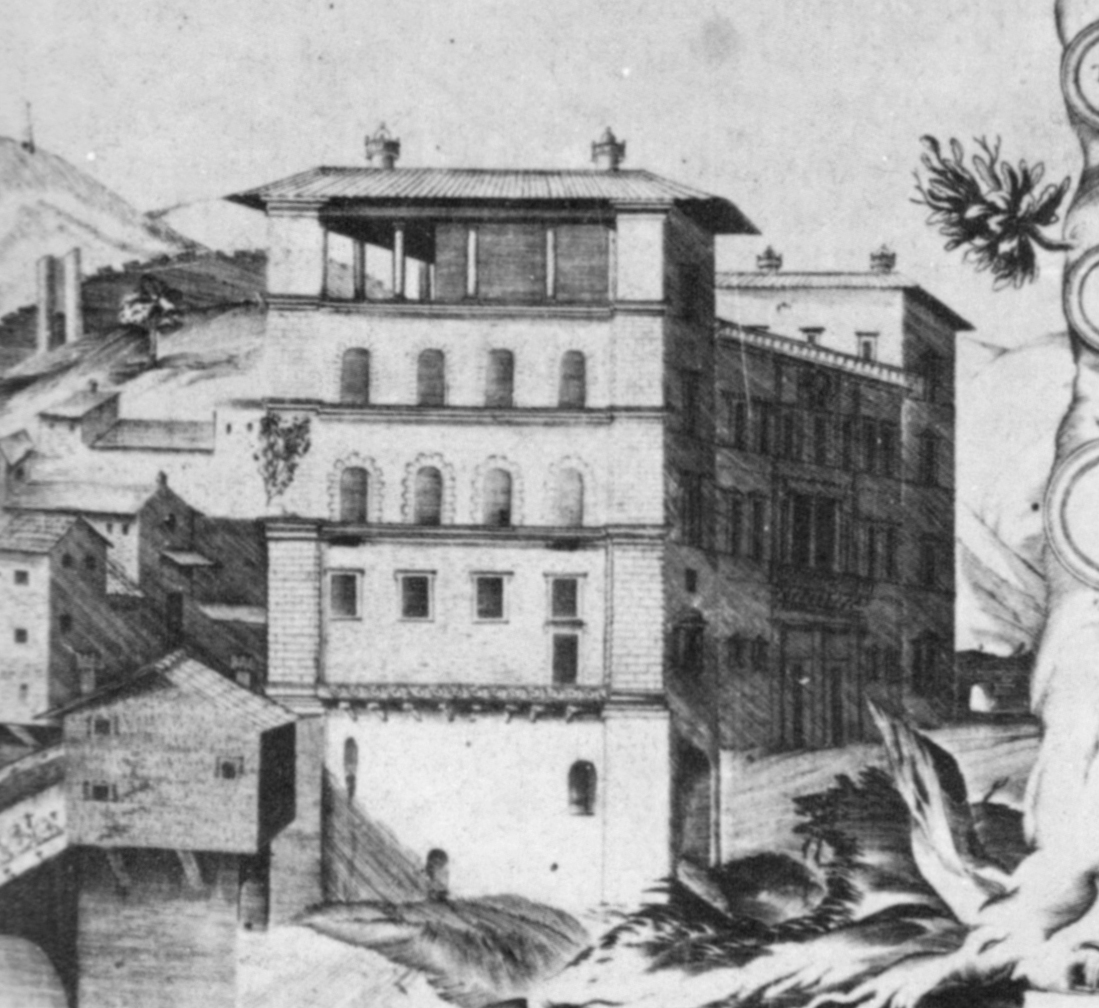
Il palazzo nell'incisione di Scipione Ammirato, visto dall'Arno

La costruzione della prima casa, quindi, sarebbe da attribuirsi a Baccio d'Agnolo su commissione di Roberto Nasi che, morto nel 1543, la lasciò incompiuta, e che Agostino del Nero (con il contributo del fratello Francesco) comprò nel 1552, portando a termine i lavori per poi affrontare nuove opere destinate a definire quella che i documenti indicano come "la casa nuova". Il nucleo originario voluto dai Nasi, infatti, è da identificare in corrispondenza dei primi cinque assi verso via de' Bardi, serviti da un primo portone (originariamente posto sul quinto asse e nell'Ottocento spostato sul quarto e quindi tamponato), mentre la porzione promossa dai Del Nero e eretta su progetto di Domenico di Baccio, corrisponde ai sei assi verso l'Arno, per l'altezza di soli tre piani. 
Il grandioso edificio andava così a segnare la coscia del ponte di Rubaconte, dove si elevava una seconda facciata posta con le fondamenta direttamente sul greto del fiume (in assenza del lungarno ottocentesco) e sopra la quale era un'ampia altana (il "bellissimo terrazzo" voltato ad angolo di cui parla Vasari), come è ben documentato da una nitida incisione di Scipione Ammirato del 1590 circa . 
Sulla cantonata, a segnare la proprietà, era già il notevole scudo con l'arme d'unione di Cosimo I de' Medici e di Eleonora di Toledo (sposi nel 1549), eseguito dallo scultore di Settignano Antonio Lorenzi (testimonia Francesco Bocchi: "L'arme di pietra poscia di pietra forte in sul canto del palazzo è di mano di Antonio Lorenzi, fatta con bell'arte, e con lodevole disegno"). Llla tabella sottostante è parzialmente illeggibile; in base alle lettere superstiti si potrebbe interpretare come: «GRATVS [BENEFICI]OR / AC [HAEC?] MEMOR EREXIT» ("Grato per i benefici eresse questa memoria").
I lavori al palazzo continuarono comunque a lungo, a coprire un venticinquennio circa, dal 1552 al 1575, con la direzione della fabbrica passata in ultimo al figlio di Agostino del Nero, Tommaso, che probabilmente intervenne soprattutto a definire la facciata posteriore prospiciente il 'pratello', a lungo elogiata da Francesco Bocchi ne Le bellezze della città di Firenze.

### I Torrigiani

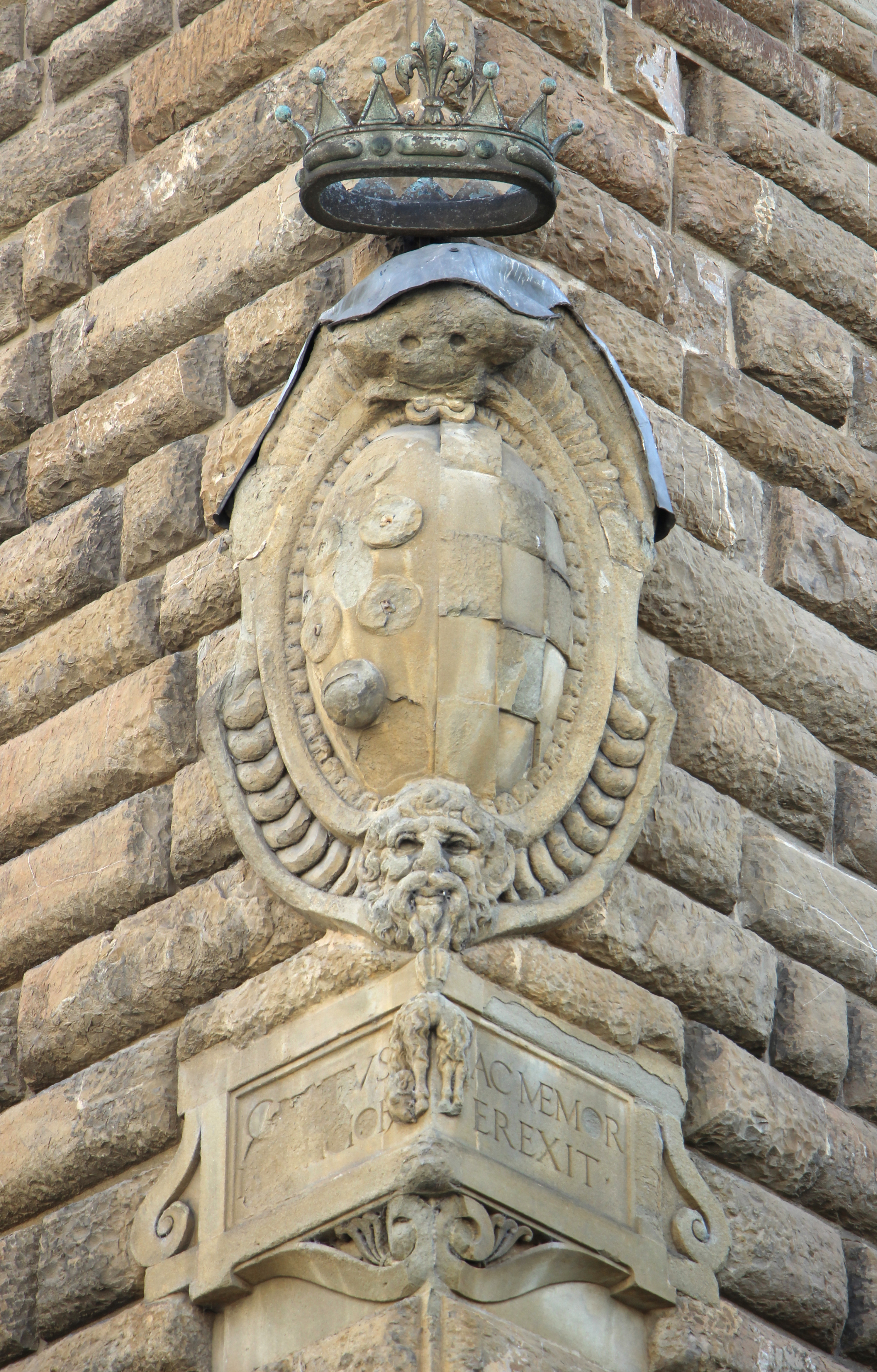
Stemma Medici-Da Toledo sulla cantonata, opera di Antonio Lorenzi

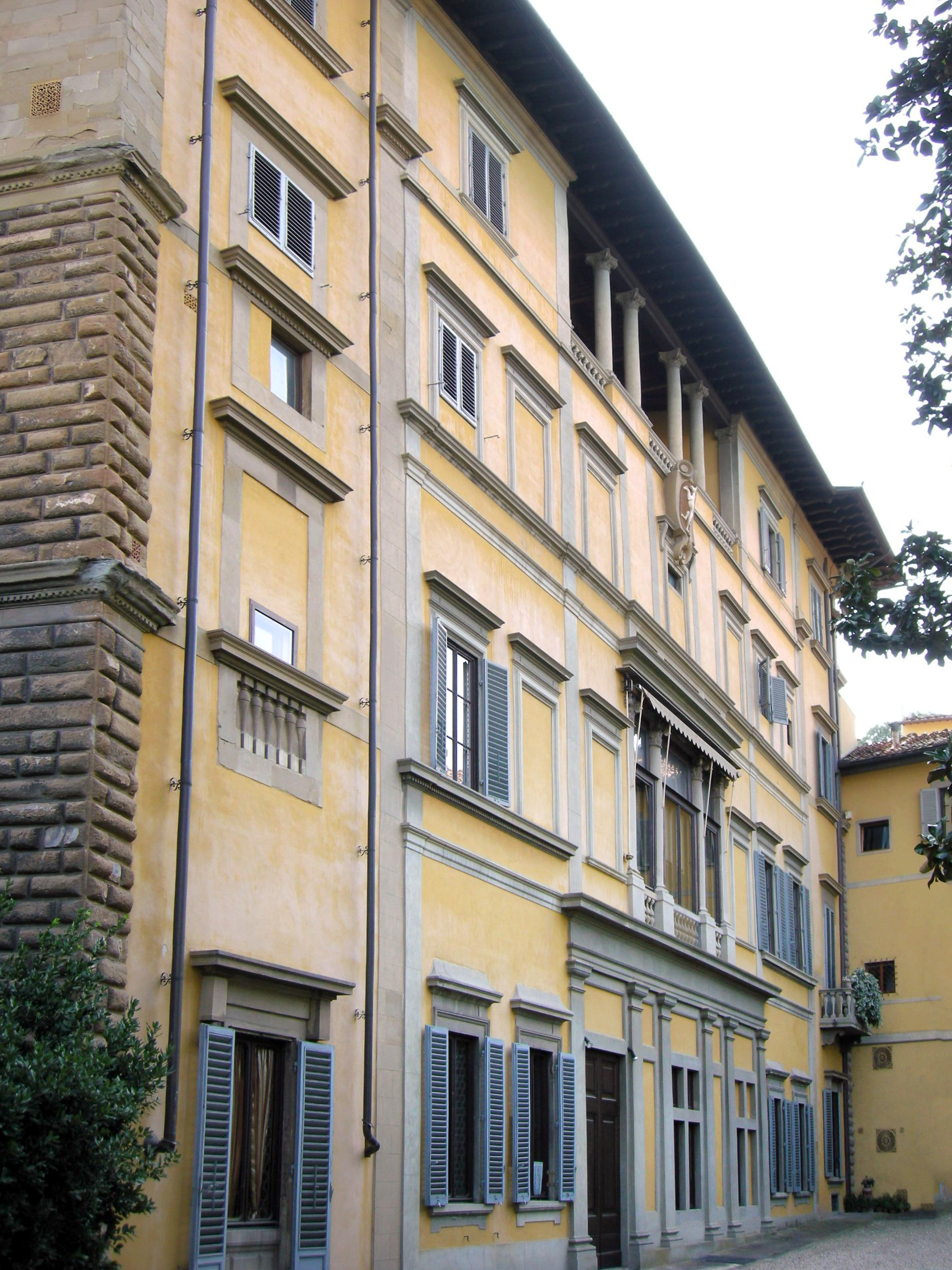
Facciata sul giardino

Con tali caratteristiche, fatti salvi i lavori di decorazione degli interni che si successero a più riprese, il palazzo passò ai primi dell'Ottocento (1816) ai Torrigiani, eredi dei Del Nero. 
Avendo scelto il palazzo come residenza principale e luogo dove sistemare le proprie raccolte d'arte, i Torrigiani acquistarono anche l'edificio posto sulla sinistra della fabbrica, in modo da ingrandire su questo lato i propri appartamenti, e promossero, verso il 1850, al tempo del marchese Luigi, importanti lavori per dare alla numerosa prole adeguati e convenienti alloggi. Purtroppo i nuovi spazi vennero ricavati chiudendo il loggiato superiore e realizzando una nuova scala (su progetto dell'architetto Michelangelo Maiorfi) che comportò, ai fini di una migliore illuminazione del vano, l'apertura di nuove e più ampie finestre sul fronte verso l'Arno, fuori asse rispetto alle antiche, come ancora oggi si vede. 
Nell'aprile del 1868 il consiglio comunale di Firenze deliberò la creazione dei nuovi lungarni, con lavori definiti in questo tratto tra il 1869 e il 1873, sulla base di un progetto del 1866 dovuto a Luigi Del Sarto e a Raffaele Canevari, a sua volta da leggere nell'ambito del piano di ampliamento della città approntato da Giuseppe Poggi per Firenze Capitale (1865-1871). Palazzo Torrigiani del Nero vide sacrificare la porzione che si protendeva verso il ponte alle Grazie, analogamente alle altre pittoresche strutture del vicino palazzo Serristori, l'affaccio diretto sull'Arno e un'ampia fetta dei giardini.  
La soprelevazione del corpo centrale dell'edificio fino a giungere agli attuali quattro piani (determinando un blocco compatto che originariamente si presentava invece segnato da corpi in soprelevazione solo ai lati) dovrebbe invece risalire al periodo fra le due ultime guerre, al tempo del marchese Migliore, al quale sicuramente si deve la risistemazione della parte centrale della facciata posteriore, arricchita da un ampio terrazzo coperto a compensare, in parte, la perdita di quello cinquecentesco. 
In una porzione del giardino, divenuta pubblica nel 1871, è stata eretta nel 1901 la chiesa Evangelica Luterana (progetto di Riccardo Mazzanti). Gli stemmi sui portoni con le armi dei Del Nero (di nero, al cane rampante d'argento, lampassato e collarinato di rosso) e dei Torrigiani (d'azzurro, alla torre d'argento) sono moderni.

## Opere già in palazzo Torrigiani-Del Nero
- Andrea del Castagno, Ritratto d'uomo, oggi alla National Gallery di Washington

## Bibliografia

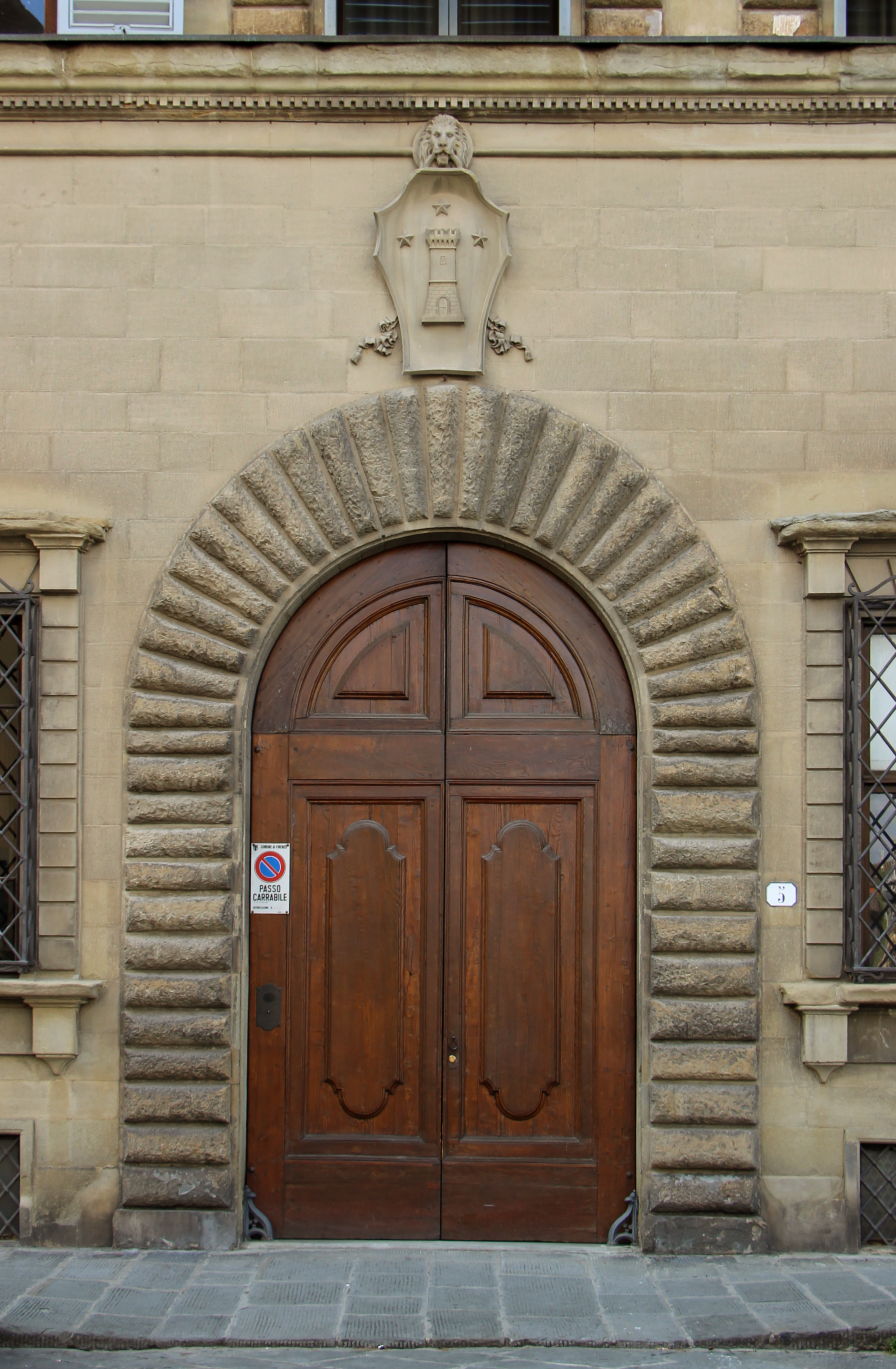
Portale principale

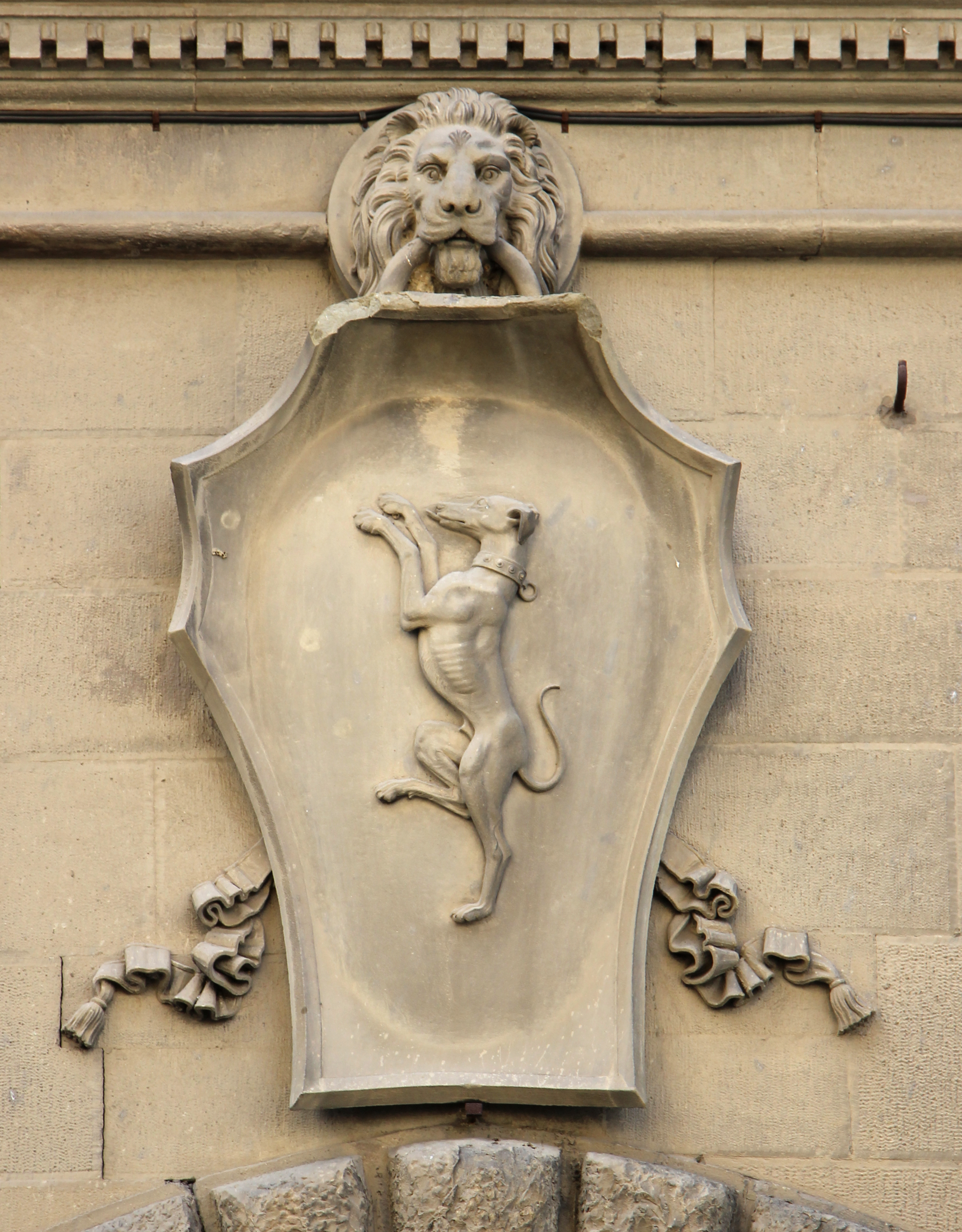
Stemma del Nero